# 生命權、自由權、追求幸福權

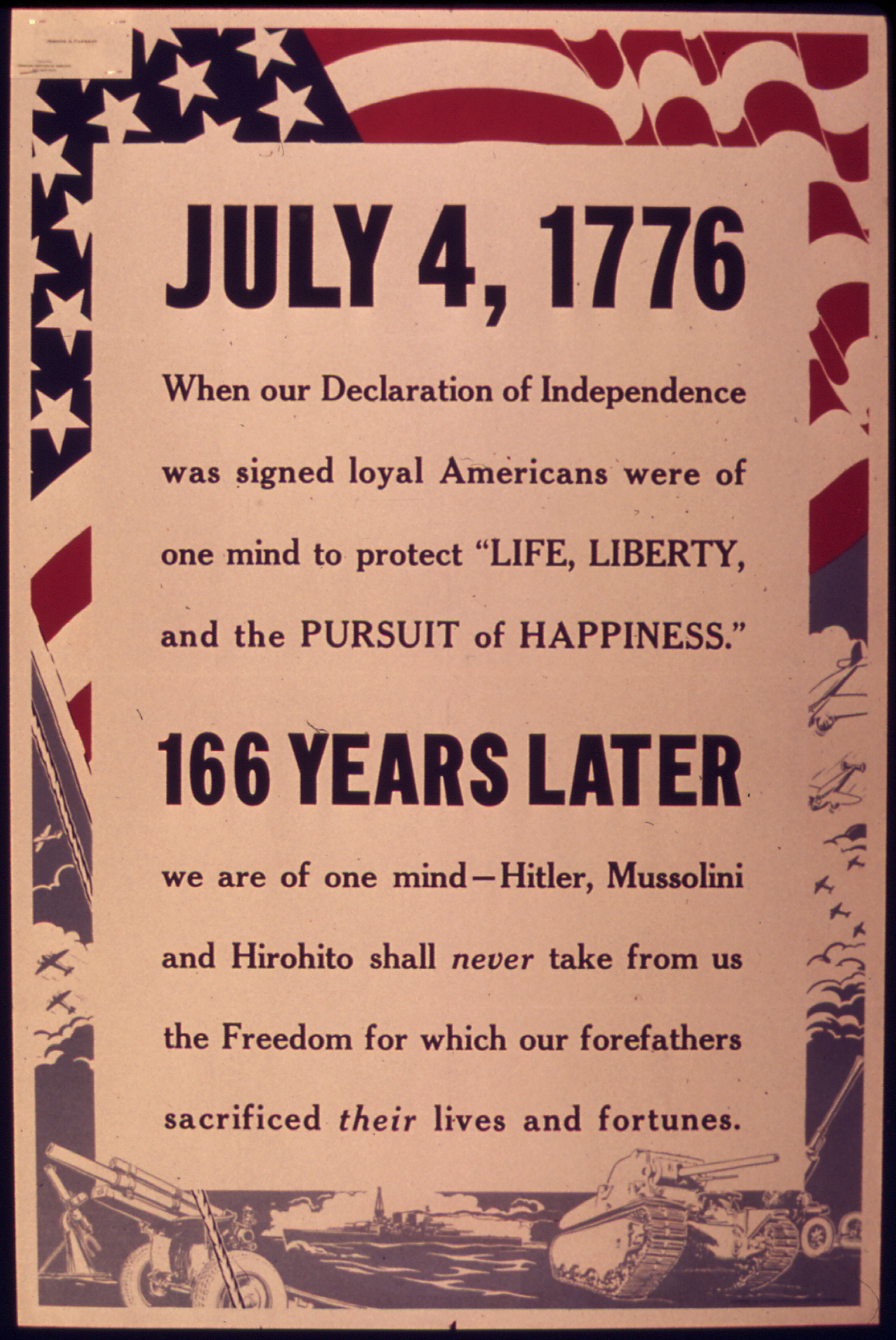
第二次世界大戰時美国战时情报局的海報，有此字句

不可剝奪的權利，包括生命權、自由權、追求幸福權（英語：unalienable Rights, that among these are Life, Liberty and the pursuit of Happiness）是1776年7月4日美國獨立宣言序言裡極有名的一句，與序言裡「人皆生而平等」（All men are created equal）齊名。序言由托马斯·杰斐逊起草，淵源於英國哲學家约翰·洛克在1689年的兩句話。

## 约翰·洛克的版本
前兩句「生命權、自由權」淵源於1689年《人類理解論》。约翰·洛克寫道「所谓公民利益，我指的是生命、自由、身体的享受，以及对诸如金钱、土地、房屋、家俱等财物的占有权」。生命權又譯生存權。
第三句「追求幸福權」又譯「快樂追求權」，淵源1689年《論宗教寬容》。洛克寫道

## 類似說法
中共中央政治局委員汪洋：「追求幸福，是人民的权利；造福人民，是党和政府的责任。我们必须破除人民幸福是党和政府恩赐的错误认识，切实维护并发挥好人民群众建设幸福广东的主动性和创造性，尊重人民首创，让人民群众大胆探索自己的幸福道路。」（2012年5月9日，中共广东省第十一次代表大会）